# هنری بوفورت، دومین ارل سامرست
هنری بوفرت، دومین ارل سامرست (انگلیسی: Henry Beaufort, 2nd Earl of Somerset؛ ؛ ‏ تلفظ نام‌خانوادگی: ‎/ˈboʊfərt/‎ BOH-fərt؛ ‏ ۲۶ نوامبر ۱۴۰۱ (تخمینی) – ۲۵ نوامبر ۱۴۱۸) نجیب‌زاده پادشاهی انگلستان بود که در سن ۱۷ سالگی در جریان جنگ صدساله کشته شد. از آنجایی که ازدواج نکرد و فرزندی نداشت، وارثش برادر کوچکترش جان بوفرت، نخستین دوک سامرست، سومین ارل سامرست شد.